# سیارک ۱۱۰۶۹
سیارک ۱۱۰۶۹ (به انگلیسی: 11069 Bellqvist، نامگذاری:1992EV4)۱۱۰۶۹مین سیارک کشف شده‌است که در ۰۱ مارس ۱۹۹۲ کشف شد.